# Onicomicosi
Per onicomicosi in campo medico, si intende una patologia della lamina (una parte dell'unghia). Si tratta di una forma di onicopatia derivante dall'azione di funghi patogeni (principalmente Trichophyton rubrum e il Trichophyton mentagrophytes). Per una corretta diagnosi bisogna effettuare esami specifici poiché la patologia può essere facilmente confusa con altre malattie (ad es. dermatite, paronichia, tungiasi).

## Tipologia
La tipologia si basa principalmente su come appare la lamina nel soggetto:
- Distolaterale
- Subungueale prossimale
- Totale (quasi sempre costituisce la fase finale di una delle precedenti)

## Epidemiologia
Si manifesta maggiormente nell'età adulta.

## Sintomatologia
I sintomi sono onicolisi, cambiamenti cromatici, onicomadesi (perdita dell'unghia).

## Eziologia
Gli agenti patogeni che comportano l'insorgenza dell'onicomicosi sono molteplici e vari:
diverse forme del Trichophyton (rubrum, interdigitale, ecc.), Epidermophyton floccosum, ma anche muffe e candida.

## Terapie
Il trattamento prevede l'uso di farmaci specifici quali antimicotici, fra cui terbinafina, ketoconazolo, ciclopiroxolamina e itraconazolo. La somministrazione di tali principi attivi deve essere protratta di solito per un arco temporale piuttosto ampio. Attualmente si stanno cercando altri metodi (come la terapia d'urto) che permettano di accelerare la cura.